# Pierre Ngolo

Pierre Ngolo, né le 27 juin 1954 à Etoro dans le district de Gamboma dans le département des Plateaux en république du Congo, est un homme politique congolais. Il est président du Sénat depuis le 12 septembre 2017 et a été secrétaire général du Parti congolais du travail (PCT) de 2011 à 2022.

## Biographie

### Origines et formations
Pierre Ngolo est né le 27 juin 1954 à Etoro dans le district de Gamboma, dans le département des Plateaux. Diplômé du lycée en 1975 parmi la première promotion du lycée Salvador Allende (anciennement collège Champagnat) de Makoua dans le département de la Cuvette, il a obtenu une licence en philosophie à l'université Marien-Ngouabi puis une maîtrise en philosophie à l’université de Reims, en France,.

### Parcours professionnel
Pierre Ngolo commence sa carrière professionnelle en tant que professeur certifié de philosophie dans les lycées, entre 1978 et 1981. Il devient directeur de cabinet du ministre de la Jeunesse et des Sports en 1993. Il occupe ensuite divers postes dans l’administration de l’éducation, notamment celui d’inspecteur de lycée à partir de 1995. 

### Parcours politique
Membre du Parti congolais du travail (PCT) dont il siège au comité central de 1990 à 2006, il joue un rôle central durant la transition post-conflit (Guerre civile du Congo-Brazzaville de 1997) au Congo. Il est nommé premier secrétaire du Conseil national de transition (CNT) de 1998 à 2002, puis occupe la même fonction à l’Assemblée nationale de 2002 à 2012. 
Membre du Bureau politique dès 2006, Il préside la section 5 du PCT dans l’arrondissement de Ouenzé à Brazzaville. En juillet 2011, succédant à Isidore Mvouba qui assurait l'intérim après le décès en 2007 de Ambroise Edouard Noumazalaye, Pierre Ngolo est élu secrétaire général du PCT, un poste qu’il occupe jusqu’en décembre 2019, remplacé alors par Pierre Moussa.
Le 12 septembre 2017, Pierre Ngolo est élu président du Sénat de la république du Congo, succédant ainsi à André Obami Itou. Il est réélu le 13 septembre 2023, à la tête du Sénat congolais avec 100 % des voix, à l’issue de l’installation du nouveau bureau issu des élections sénatoriales du 20 août.

### Parcours régional et international
Parallèlement à ses responsabilités nationales, Pierre Ngolo s’implique dans plusieurs organisations parlementaires régionales. De 1979 à 2009, il est rapporteur du Réseau des parlementaires de la Communauté économique des États de l'Afrique centrale (CEEAC). Il siège également à la Commission interparlementaire (CIP) de la Communauté économique et monétaire de l'Afrique centrale (CEMAC), dont il est successivement vice-président de 2000 à 2003, président de 2003 à 2004, puis de nouveau vice-président entre 2004 et 2009. Il est rapporteur du bureau de l’Union parlementaire africaine (UPA) de 2004 à 2008.
Le 15 avril 2010, il est élu président de la Commission interparlementaire de la CEMAC, fonction qu’il occupe jusqu’au 30 octobre 2012. À cette date, il devient le tout premier président du Parlement de la CEMAC.

## Engagement politico-associatif
Dès ses années de formation, Pierre Ngolo s’engage activement au sein de l’Union de la jeunesse socialiste congolaise (UJSC). Il est premier secrétaire de l’UJSC au lycée Salvador Allende de Makoua, puis membre des comités de l’UJSC dans plusieurs arrondissements de Brazzaville et à l’Université Marien-Ngouabi entre 1976 et 1981. Il participe aux organes de contrôle et de vérification du Comité communal de Brazzaville, puis accède à des responsabilités au sein du Comité central de l’UJSC.

## Distinctions
Pierre Ngolo est décoré grand officier dans l’ordre du Mérite congolais. Il a également été élevé, à titre exceptionnel, à la dignité de grand officier dans l’ordre du Mérite communautaire de la CEMAC.